# Universitas Istropolitana

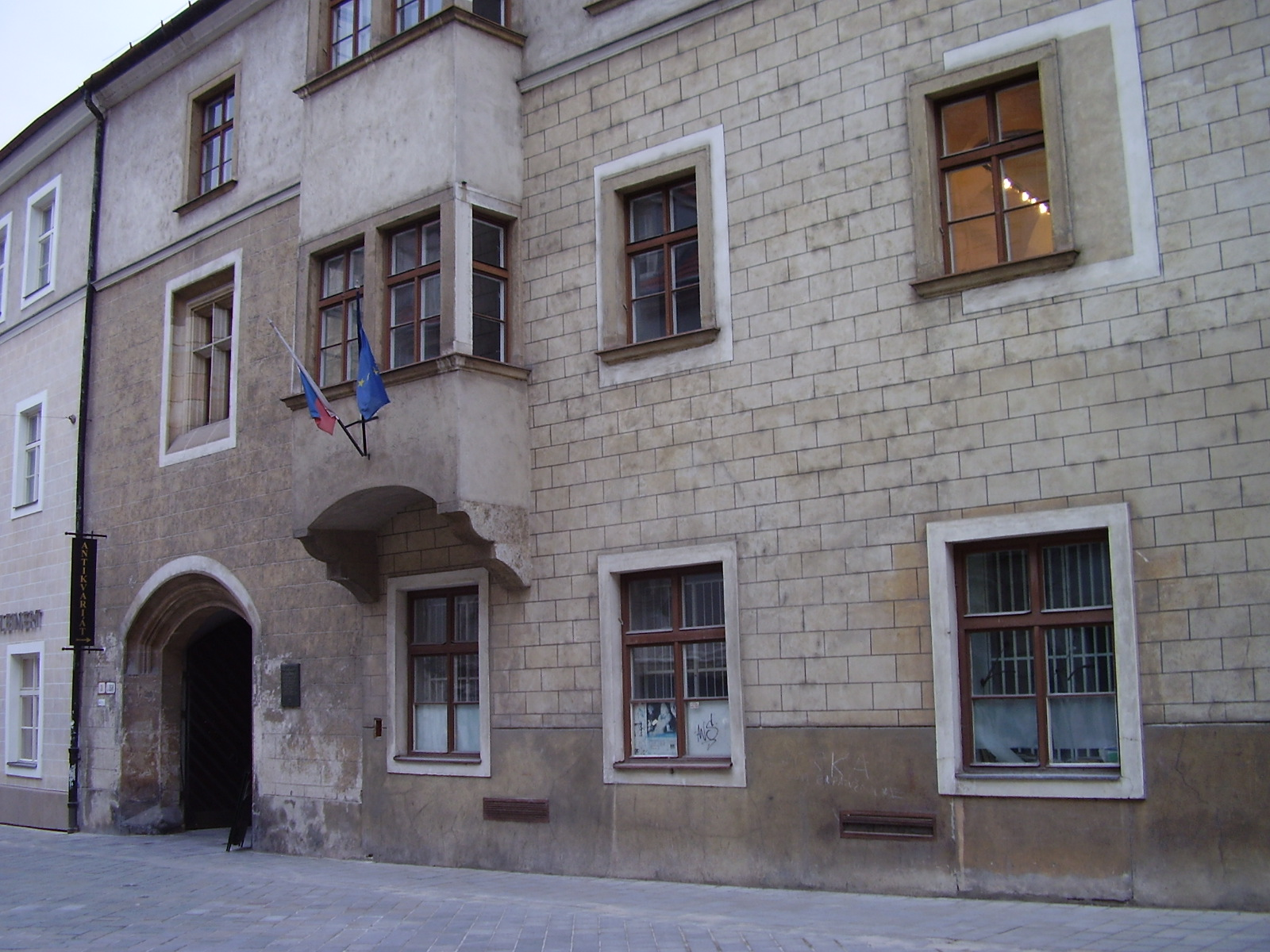
Antiguo edificio de la Universidad.

La Universitas Istropolitana (llamada desde el siglo XVI incorrectamente Academia Istropolitana) en Pressburg (hoy Bratislava). Fue la segunda universidad fundada en el Reino de Hungría, y la primera que se creó en lo que hoy es Eslovaquia. La universidad ya no está activa, y la más recientemente fundada Universidad Comenius de Bratislava, en 1919, se considera su sucesora. La palabra Istropolitana deriva de Istrópolis ("Ciudad del Danubio"), el antiguo nombre del griego clásico para Bratislava.
Se fundó en 1465 de la mano del papa Paulo II, por encargo del rey Matías Corvino de Hungría. Entonces constituía la única universidad de lo que en aquel tiempo era el Reino de Hungría, pues la primera, establecida en Pécs por el rey Luis I de Hungría en el siglo XIV, tuvo una corta vida. Numerosos docentes de fama de Austria, Italia y Polonia ejercieron en la universidad, entre ellos Galeotto Marzio y el posteriormente arbozispo húngaro Juan Vitéz. La universidad se cerró en 1490 tras la muerte del rey Corvino, por falta de fondos. El edificio de la universidad es de estilo renacentista y hoy en día aloja a la Universidad de las Artes Musicales de Bratislava.